# Karl Freund
Pour les articles homonymes, voir Freund.
Karl Freund est un opérateur et un réalisateur allemand né le 16 janvier 1890 à Königinhof (aujourd'hui Dvur Kralove, en République tchèque) et mort le 3 mai 1969 à Santa Monica (Californie).

## Biographie

### Débuts et succès
Karl Freund naît le 16 janvier 1890 à Köninghof (aujourd'hui Dvůr Králové nad Labem, en République tchèque) dans une famille juive. En 1901, il s'installe à Berlin avec ses parents Julius Freund et Marie (née Hermann). Après avoir obtenu son certificat d'études, il entre en apprentissage dans une usine de tampons. En 1906, il devient projectionniste pour l'Alfred Duskes Kinematographen, le principal fabricant allemand de matériel pour le cinématographe. C'est à cette époque qu'il travaille à ses premiers courts métrages, considérés aujourd'hui comme perdus. En 1908, il intègre l'équipe de cadreurs d'actualités des frères Pathé, tout en travaillant comme assistant technique pour Oskar Messter, l'un des premiers producteurs allemands.
Jusqu'en 1915, Freund s'établit une solide réputation de technicien qui l'amène à travailler pour les nombreux studios indépendants qui fleurissent alors, aussi bien en Allemagne et en Yougoslavie qu'en Autriche. Cette année-là, il s'engage dans l'armée autrichienne mais se trouve réformé au bout de trois mois pour cause de surpoids. Dès l'année suivante, il travaille sur une série de films interprétés par la star de l'époque, Henny Porten. En 1919, il fonde sa propre société, la Karl-Freund-Film GmbH, et deux ans plus tard il réalise son premier film, Der Tote Gast.
Freund s'impose comme le chef opérateur vedette de la Decla-Bioscop, Gloria et Oswald-Film, et collabore étroitement avec Ernst Lubitsch, Fritz Lang, Ludwig Berger, Paul Wegener (il est le chef opérateur du Golem en 1920), ou Carl Theodor Dreyer à l'UFA. Karl Freund, le réalisateur Friedrich Wilhelm Murnau, Walter Röhrig et le scénariste Carl Mayer constituent alors l'équipe artistique la plus importante du cinéma muet allemand, représentante d'un niveau d'invention et d'une liberté technique seulement égalés en France, par Abel Gance dans son Napoléon. En 1924, Freund développe sa Entfesselte Kamera (« Caméra déchaînée ») révolutionnaire, une sorte de caméra légère embarquée (sur harnais ou support mobile) permettant les mouvements les plus variés : il inaugure cette technique sur Le Dernier des hommes (Murnau, 1924),, modèle de mise en scène pour toute une génération de cinéastes à venir (Jean Renoir, Max Ophüls...). En 1928 il participe à la création du Volksverband für Filmkunst, sorte de cinéma progressiste, avec Heinrich Mann, Georg Wilhelm Pabst et Erwin Piscator, dont les expériences berlinoises sont à l'origine de cette défense du film allemand d'art et d'essai.

### Arrivée à Hollywood
Objet d'une reconnaissance internationale, Freund se penche sur d'autres innovations telles que l'enregistrement sonore sur support magnétique, le son optique, les effets spéciaux avec miniatures... Après avoir bouclé le tournage dantesque de Metropolis, il expérimente des méthodes de tournage en couleurs qui attirent l'attention de la Technicolor Corporation aux États-Unis. Il poursuit quelque temps ses recherches à New York avant de rejoindre Hollywood en 1929, où l'attend avec impatience Carl Laemmle, grand patron des studios Universal.
On lui confie aussitôt la direction de la mémorable scène finale d'À l'Ouest, rien de nouveau. On le retrouve, toujours en tant que directeur de la photographie, sur des classiques des années 1930-40, dont Dracula, cependant John Brosnan dans The Horror People pense que le film Dracula ne laissa pas assez de liberté à Freund pour qu'il puisse ajouter sa touche personnelle au film, tandis que le film qu'il tourna l'année suivante, Double Assassinat dans la rue Morgue inspiré de la nouvelle d'Edgar Poe, lui convenait bien mieux, de par son aspect lugubre lié aux ruelles parisiennes,.
Parallèlement à sa carrière de technicien, Freund réalisera quelques films entre 1932 et 1935, dont les étonnants La Momie (1932) avec Boris Karloff, et Les Mains d'Orlac (1935) pour la MGM avec un Peter Lorre inquiétant à souhait. Le genre fantastique, particulièrement, permet à Freund de développer son art du contraste, des clairs obscurs issus de l'expressionnisme allemand. Il gagne en 1937 avec Visages d'Orient, l'Oscar de la meilleure photographie, et est nommé en 1940 pour Orgueil et Préjugés de Robert Z. Leonard. Il travailla également pour la Columbia, réalisant d'ailleurs un doublé assez spécifique : il fut nommé aux oscars de la meilleure photographie en couleurs et en noir et blanc pour les films The Chocolate Soldier (1941) et Les Oubliés (1941). Il migra finalement pour la Warner Bros. en 1947, où il travailla notamment sur Key Largo (1948) de John Huston.

### Fin de carrière et travail pour la télévision
Toujours à l'affût d'innovations techniques, il met au point, dès la fin de la Seconde Guerre mondiale, de nouveaux appareils permettant de mesurer la densité des couleurs ainsi que des caméras de télévision plus performantes, et il créa en 1944 la Photo Research Corporation, entreprise de fabrication de caméras, toujours en fonction,. La télévision va d'ailleurs devenir son ultime refuge et terrain d'expérimentation, d'abord avec Our Miss Brooks puis en 1950 la star Lucille Ball l'engage pour superviser la photographie de son show populaire I Love Lucy ; il invente pour l'occasion le système multi caméras, impliquant trois caméras tournant simultanément. Selon John Brosnan, cette « chute » fut difficile pour un homme ayant travaillé avec de grands réalisateurs comme Murnau, et le rendit amer, ce qui lui fit tenir des propos aigris à l'égard d'Hollywood, qu'il considérait alors comme « de la pornographie légalisée ».
En 1959, il se retire dans sa ferme de la vallée de San Fernando, poursuivant ses recherches, participant à des conférences internationales et autres séminaires hollywoodiens. Il meurt le 3 mai 1969 à Santa Monica.

## Filmographie partielle

### Comme réalisateur
- 1932 : La Momie (The Mummy)
- 1933 : Moonlights and Pretzels
- 1934 : Madame Spy

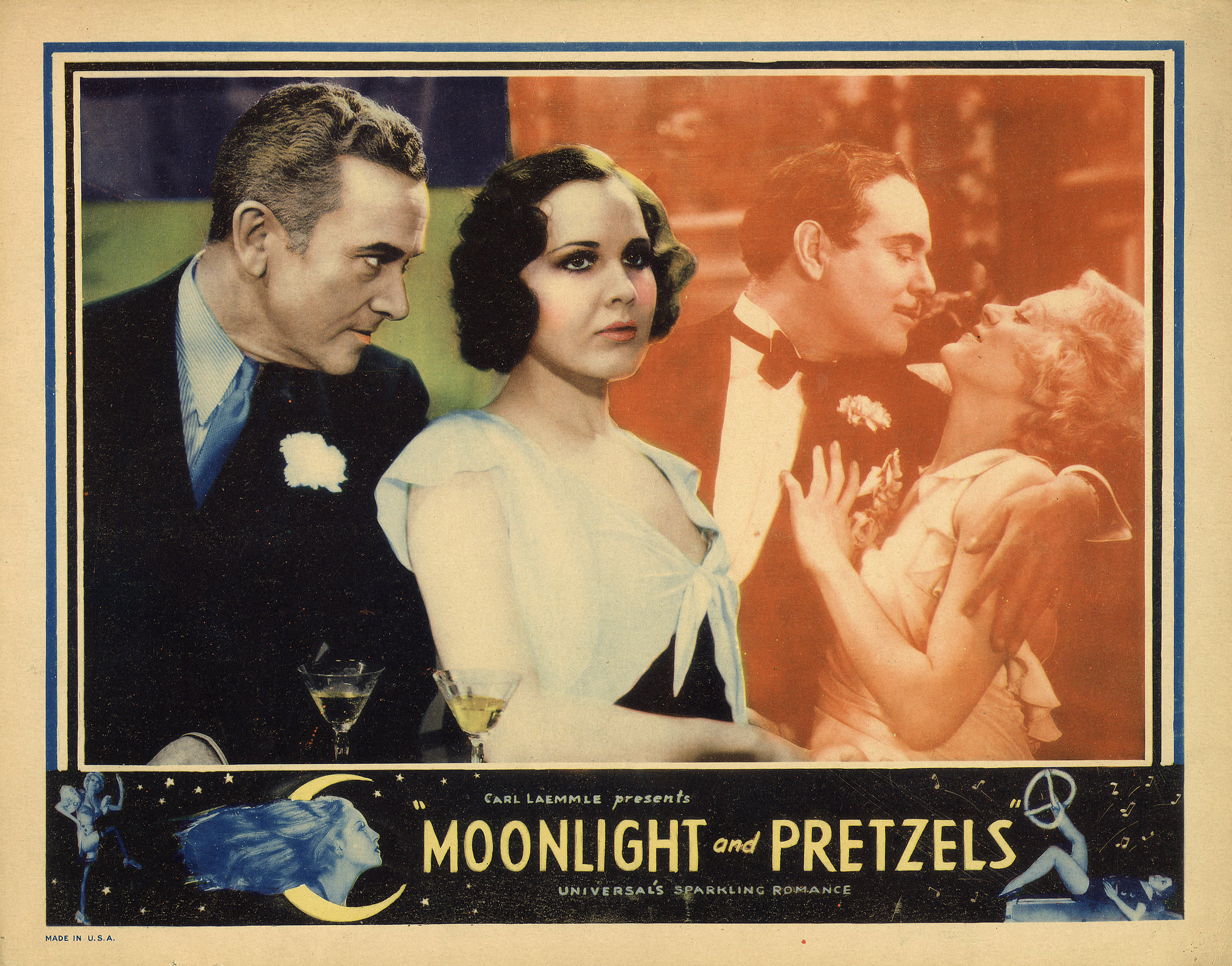
Moonlights and Pretzels (1933).

- 1934 : The Countess of Monte-Cristo
- 1934 : Gift of Gab
- 1934 : La Sacrifiée (I Give My Love)
- 1935 : Les Mains d'Orlac (Mad Love)

### Directeur de la photographie
- 1913 : Die Suffragette d'Urban Gad
- 1916 : Frau Eva de Robert Wiene
- 1916 : Das wandernde Licht de Robert Wiene
- 1917 : Le Mariage de Louise Rohrbach (Die Ehe der Luise Rohrbach) de Rudolf Biebrach
- 1920 : Le Bossu et la Danseuse (Der Bucklige und die Tänzerin) de Friedrich Wilhelm Murnau
- 1921 : Der Schwur des Peter Hergatz d'Alfred Halm
- 1921 : Die Ratten de Hanns Kobe
- 1924 : Le Dernier des hommes (Der letzte Mann) de Murnau
- 1925 : Variétés (Varieté) d'Ewald André Dupont
- 1926 : Manon Lescaut d'Arthur Robison
- 1928 : Doña Juana de Paul Czinner
- 1931 : The Bad Sister, de Hobart Henley
- 1931 : Up for Murder de Monta Bell
- 1932 : Histoire d'un amour (Back Street) de John M. Stahl
- 1933 : Le Baiser devant le miroir  (The Kiss Before the Mirror) de James Whale
- 1936 : Le Grand Ziegfeld (The Great Ziegfeld) de Robert Z. Leonard
- 1936 : Le Roman de Marguerite Gautier (Camille) de George Cukor
- 1937 : Marie Walewska (Conquest) de Clarence Brown
- 1937 : La Vie privée du tribun (Parnell) de John M. Stahl
- 1937 : Visages d'Orient ou La Terre chinoise (The Good Earth) de Sidney Franklin
- 1938 : Man-Proof de Richard Thorpe
- 1939 : Descente en vrille (Tail Spin) de Roy Del Ruth
- 1939 : Rose de Broadway (Rose of Washington Square) de Gregory Ratoff
- 1940 : L'Enfer vert (Green Hell) de James Whale
- 1940 : Orgueil et Préjugés (Pride and Prejudice) de Robert Z. Leonard
- 1940 : Le Gangster de Chicago (The Earl of Chicago) de Richard Thorpe et Victor Saville
- 1940 : Keeping Company de S. Sylvan Simon
- 1940 : Florian d'Edwin L. Marin
- 1942 : Tortilla Flat de Victor Fleming
- 1942 : Un drôle de lascar (A Yank at Eton) de Norman Taurog
- 1942 : The War Against Mrs. Hadley de Harold S. Bucquet
- 1943 : La Du Barry était une dame (Du Barry Was a Lady) de Roy Del Ruth
- 1943 : Cry Havoc, de Richard Thorpe
- 1943 : Un nommé Joe (A Guy Named Joe) de Victor Fleming
- 1944 : L'introuvable rentre chez lui (The Thin Man Goes Home) de Richard Thorpe
- 1945 : Sans amour (Without love) de Harold S. Bucquet
- 1947 : Le Souvenir de vos lèvres (This Time for Keeps) de Richard Thorpe
- 1947 : Scandale en Floride (That Hagen Girl) de Peter Godfrey
- 1948 : Key Largo de John Huston
- 1950 : Montana de Ray Enright

## Récompenses et distinctions
- 1938 : Oscar de la meilleure photographie pour Visages d'Orient.
- 1955 : Oscar pour une contribution spéciale, partagé avec Frank Crandell pour la création de Photo Research Corp.